# Urs Kälin
Pour les articles homonymes, voir Kälin.
Urs Kälin, né le 26 février 1966 à Einsiedeln, est un ancien skieur alpin suisse, qui met un terme à sa carrière sportive en décembre 2001.

## Palmarès

### Jeux Olympiques
| Épreuve / Édition | Albertville 1992 | Lillehammer 1994 | Lillehammer 1998 |
| Super-G           | 14e              | -                | -                |
| Géant             | DNF.             | Argent           | 12e              |

### Championnats du monde
| Épreuve / Édition | Vail 1989 | Saalbach 1991 | Morioka 1993 | Sierra Nevada 1996 | Sestrières 1997 | St. Anton 2001 |
| Super-G           | -         | 8e            | -            | -                  | -               | -              |
| Géant             | 14e       | Argent        | 4e           | Argent             | DNF.            | 14e            |
| Slalom            | -         | -             | -            | 12e                | -               | -              |

### Coupe du monde
- Meilleur résultat au classement général : 9e en 1996
  - 3 victoires : 3 géants

#### Différents classements en coupe du monde
| Saison / Épreuve | Saison / Épreuve | Général | Général | Géant  | Géant  | Super-G | Super-G | Combiné | Combiné |
| ---------------- | ---------------- | ------- | ------- | ------ | ------ | ------- | ------- | ------- | ------- |
| Saison / Épreuve | Saison / Épreuve | Class.  | Points  | Class. | Points | Class.  | Points  | Class.  | Points  |
| 1989             | 1989             | 46e     | 19      | 14e    | 13     | 18e     | 6       | -       | -       |
| 1990             | 1990             | 36e     | 36      | 11e    | 25     | 31e     | 3       | 11e     | 8       |
| 1991             | 1991             | 15e     | 70      | 4e     | 64     | 23e     | 6       | -       | -       |
| 1992             | 1992             | 32e     | 292     | 25e    | 77     | 6e      | 215     | -       | -       |
| 1993             | 1993             | 80e     | 69      | 20e    | 56     | 54e     | 13      | -       | -       |
| 1994             | 1994             | 57e     | 110     | 20e    | 110    | -       | -       | -       | -       |
| 1995             | 1995             | 26e     | 288     | 6e     | 288    | -       | -       | -       | -       |
| 1996             | 1996             | 9e      | 601     | 2e     | 601    | -       | -       | -       | -       |
| 1997             | 1997             | 40e     | 243     | 7e     | 243    | -       | -       | -       | -       |
| 1998             | 1998             | 37e     | 277     | 6e     | 277    | -       | -       | -       | -       |
| 1999             | 1999             | 139e    | 5       | 51e    | 5      | -       | -       | -       | -       |
| 2000             | 2000             | 59e     | 118     | 18e    | 118    | -       | -       | -       | -       |
| 2001             | 2001             | 50e     | 144     | 17e    | 144    | -       | -       | -       | -       |

#### Détail des victoires
| Saison / Épreuve | Géant             | Total |
| 1990             | Waterville Valley | 1     |
| 1996             | Flachau Kvitfjell | 2     |
| Total            | 3                 | 3     |